# Heilongjiang Chenneng
Le Heilongjiang Chenneng est un club féminin chinois de basket-ball  évoluant à Harbin dans la province du Heilongjiang et participant au Championnat de Chine de basket-ball féminin.

## Historique
Classement :
- 2005 : 4e
- 2006 : 2e
- 2008 : 3e
- 2009 : 7e
- 2010 : 10e
- 2011 : 9e
- 2012 : 7e
- 2013 : 12e

En décembre 2014, le club est exclu du championnat. Après un début de saison difficile (1 victoire en 8 matches), le club se reprend et bat même le leader Pékin. Lors d'une rencontre mi-décembre, le club adverse marque un panier alors que la remise s'effectue avec 0,6 seconde à jouer. Heilongjiang critique cette décision et refuse de disputer la prolongation et dépose réclamation. Le club est alors exclu du championnat, l'entraîneur suspendu deux ans, les joueuses chinoises envoyées en camp militaire.

## Palmarès
- Demi-finaliste : 2006
- Second de la saison régulière : 2006

## Effectif 2012-2013
Dans ce nom chinois, le nom de famille précède le nom personnel.
| Numéro | Nom            | Née le         | Taille | Nationalité        | Poste         |
| 1      | Ma Yihong      | 1981           | 1,85 m | Chine              | Arrière       |
| 3      | Yu Jie         | 1988           | 1,78 m | Chine              | Meneuse       |
| 4      | Liu JiaCen     | 1989           | 1,93 m | Chine              | Pivot         |
| 5      | Cao Liqing     | 1992           | 1,92 m | Chine              | Pivot         |
| 9      | Han Fang-Yu    | 1982           | 1,83 m | Chine              | Ailière forte |
| 11     | Zhu Yongfu     | 1984           | 1,82 m | Chine              | Ailière forte |
| 12     | Ji Yanyan      | 1985           | 1,82 m | Chine              | Arrière       |
| 21     | Xi Shounan     | 1986           | 1,86 m | Chine              | Ailière       |
| 23     | Sasha Goodlett | 9 août 1990    | 1,96 m | États-Unis         | Pivot         |
| 34     | Abi Olajuwon   | 6 juillet 1988 | 1,93 m | États-Unis Nigeria | Pivot         |

Entraîneur : Liu ShuangFeng
Assistants :

## Joueuses célèbres ou marquantes
- Isabelle Yacoubou